# Rada Republiki (Ukraina)
Rada Republiki – emigracyjne ukraińskie zgromadzenie narodowe, powołane uchwałą rządu Ukraińskiej Republiki Ludowej na emigracji 9 stycznia 1921.
Pierwsze posiedzenie odbyło się w lutym 1921 w Tarnowie. W skład Rady wchodziło 67 deputowanych, będących przedstawicielami partii oraz organizacji kulturalno-oświatowych i zawodowych. Przewodniczącym Rady był Iwan Feszczenko-Czopiwski. Rada zakończyła działalność w sierpniu 1921 wskutek wystąpienia z niej części delegatów.

## Literatura
- Jan Jacek Bruski - "Petlurowcy", Kraków 2004, Wydawnictwo Arcana, ISBN 83-86225-03-3